# 78. Infanterie-Brigade (Deutsches Kaiserreich)
Die 78. Infanterie-Brigade war ein Großverband der Preußischen Armee.

## Geschichte
Die 78. Infanterie-Brigade wurde zum 1. April 1897 im Zuge der Vergrößerung der Preußischen Armee um 15 weitere Infanterie-Brigaden in Brieg in Schlesien aufgestellt und hatte dort ihren Standort bis zur Auflösung am 15. August 1915. Sie war bis 1914  Teil der 11. Division in Breslau,  die dem VI. Armee-Korps in Breslau zugeordnet war. Anschließend gehörte sie zur 12. Division.

### Gliederung
- Friedensgliederung 1914

4. Oberschlesisches Infanterie-Regiment Nr. 63 in Oppeln und Lublinitz (III. Bataillon) und 4. Schlesisches Infanterie-Regiment Nr. 157 in Brieg
- Kriegsgliederung bei Mobilmachung

wie vor, zusätzlich Ulanen-Regiment „von Katzler“ (Schlesisches) Nr. 2

### Erster Weltkrieg
Mit der Mobilmachung im August 1914 musste die Brigade das Brigade Ersatz Bataillon 78 aufstellen. 
Zu den Kampfhandlungen, Gefechten und Schlachten siehe Einsatzgeschehen der 12. Division

### Brigadekommandeure
| Name                           | Datum                                           |
| ------------------------------ | ----------------------------------------------- |
| Georg Henke                    | 27. März 1897 bis 9. Mai 1989                   |
| Hermann Wieczoreck             | 10. Mai 1898 bis 27. Mai 1901                   |
| Theodor von Elpons             | 28. Mai 1901 bis 21. März 1903                  |
| Arthur Schwarz                 | 22. März 1903 bis 9. April 1906                 |
| Vincentius de Paula von Brixen | 10. April 1906 bis 18. Juni 1909                |
| Robert Kosch                   | 19. Juni 1909 bis 30. Mai 1912                  |
| Karl Vollbrecht                | 31. Mai 1912 bis 4. Oktober 1914                |
| Wolf von Wolff                 | 5. Oktober 1914 bis 15. August 1915 (Auflösung) |